# Festival de Sanremo 2022
La 72e édition du Festival de Sanremo se tient au Théâtre Ariston de la ville de Sanremo du 1er au 5 février 2022. Elle est présentée par Amadeus en collaboration avec divers invités lors des différentes soirées. Le gagnant du Festival possède, selon le règlement, le droit de préemption pour représenter l'Italie au Concours Eurovision de la chanson 2022. 
Dans la nuit du 5 au 6 février, le Festival est remporté par Mahmood et Blanco avec leur chanson Brividi.

## Format
En septembre 2021, il est annoncé que le Festival reprendrait un format similaire à son édition 2019. En effet, la catégorie Nuove Proposte est de nouveau abandonnée, l'émission Sanremo Giovani reprenant son rôle tandis que la section Campioni devient l'unique compétition du Festival principal.
Le Festival se déroule en cinq jours et vingt-cinq artistes y participent. Aucune élimination n'a lieu jusqu'au dernier soir, où le vainqueur est désigné.

## Participants
Vingt-cinq artistes participent au Festival. Vingt-deux artistes sont sélectionnés par le groupe RAI et sont annoncés le 4 décembre 2021. Les trois artistes restants sont les trois premiers de Sanremo Giovani 2021.
| Artiste                    | Chanson                     | Auteur(s)                                                                          |
| -------------------------- | --------------------------- | ---------------------------------------------------------------------------------- |
| Achille Lauro              | Domenica                    | A. Lauro, S. P. Manzari, D. Petrella, M. Ciceroni, M. Cutolo et G. Calculli        |
| AKA 7even                  | Perfetta così               | AKA 7even, V. Colella, M. E. Kleinschmidt, G. Vizzi et R. L. Patriarca             |
| Ana Mena                   | Duecentomila ore            | R. Hunt, F. Abbate et S. Tognini                                                   |
| Dargen D'Amico             | Dove si balla               | D. D'Amico, E. Roberts, G. Fazio et A. Bonomo                                      |
| Ditonellapiaga et Rettore  | Chimica                     | Ditonellapiaga, Rettore, A. Casagni, B. Ventura, E. Castroni et V. Smordoni        |
| Elisa                      | O forse sei tu              | Elisa et D. Petrella                                                               |
| Emma                       | Ogni volta è così           | D. Petrella, Emma et D. Faini                                                      |
| Fabrizio Moro              | Sei tu                      | F. Moro et R. Cardelli                                                             |
| Gianni Morandi             | Apri tutte le porte         | L. Jovanotti et R. Onori                                                           |
| Giovanni Truppi            | Tuo padre, mia madre, Lucia | G. Truppi, N. Contessa, Pacifico, M. Buccelli et G. Pallotti                       |
| Giusy Ferreri              | Miele                       | D. Petrella, F. Abbate, F. Clemente et A. Merli                                    |
| Highsnob et Hu             | Abbi cura di te             | Highsnob, Hu, A. Moroni, F. De Marco et F. Musumeci                                |
| Irama                      | Ovunque sarai               | Irama, G. Nenna, Shablo, V. L. Faraone et G. Colonnelli                            |
| Iva Zanicchi               | Voglio amarti               | E. Di Stefano, V. Mercurio, I. Ianne et C. Valli                                   |
| La Rappresentante di Lista | Ciao ciao                   | V. Lucchesi, D. Mangiaracina, R. Calabrese, R. Cammarata, C. Drago et S. Privitera |
| Le Vibrazioni              | Tantissimo                  | R. Casalino, F. Sarcina et N. Verrienti                                            |
| Mahmood et Blanco          | Brividi                     | Mahmood, Blanco et Michelangelo                                                    |
| Massimo Ranieri            | Lettera di là dal mare      | F. Ilacqua                                                                         |
| Matteo Romano              | Virale                      | M. Romano, A. La Cava, F. Rossi et D. Faini                                        |
| Michele Bravi              | Inverno dei fiori           | A. A. Vella, M. Bravi, Cheope, F. Catitti et F. Abbate                             |
| Noemi                      | Ti amo non lo so dire       | A. La Cava, Mahmood et D. Faini                                                    |
| Rkomi                      | Insuperabile                | Rkomi, A. La Cava et F. Catitti                                                    |
| Sangiovanni                | Farfalle                    | Sangiovanni, A. La Cava et S. Tognini                                              |
| Tananai                    | Sesso occasionale           | Tananai, D. Simonetta, P. Antonacci et A. Raina                                    |
| Yuman                      | Ora e qui                   | T. Di Giulio, F. Cataldo et Yuman                                                  |

## Soirées

### Première soirée
Lors de cette première soirée, douze des vingt-cinq chansons sont interprétées. Un vote a également lieu. Il est composé pour 33 % du vote d'un jury « presse et TV », pour 33 % du vote d'un jury « web » et pour 34 % du vote d'un jury « radio ».
| Ordre | Artiste                    | Chanson                | Vote 1re soirée          | Vote 1re soirée | Vote 1re soirée   | Vote 1re soirée | Classement général |
| Ordre | Artiste                    | Chanson                | Jury presse et TV (33 %) | Jury web (33 %) | Jury radio (34 %) | Moyenne         | Classement général |
| ----- | -------------------------- | ---------------------- | ------------------------ | --------------- | ----------------- | --------------- | ------------------ |
| 1     | Achille Lauro              | Domenica               | 9e                       | 9e              | 5e                | 9e              | 16e                |
| 2     | Yuman                      | Ora e qui              | 10e                      | 11e             | 11e               | 11e             | 23e                |
| 3     | Noemi                      | Ti amo non lo so dire  | 8e                       | 7e              | 4e                | 6e              | 12e                |
| 4     | Gianni Morandi             | Apri tutte le porte    | 5e                       | 5e              | 2e                | 4e              | 5e                 |
| 5     | La Rappresentante di Lista | Ciao ciao              | 1er                      | 2e              | 2e                | 2e              | 3e                 |
| 6     | Michele Bravi              | Inverno dei fiori      | 6e                       | 6e              | 10e               | 7e              | 14e                |
| 7     | Massimo Ranieri            | Lettera di là dal mare | 4e                       | 3e              | 8e                | 5e              | 8e                 |
| 8     | Mahmood et Blanco          | Brividi                | 2e                       | 1er             | 1er               | 1er             | 2e                 |
| 9     | Ana Mena                   | Duecentomila ore       | 12e                      | 12e             | 12e               | 12              | 25e                |
| 10    | Rkomi                      | Insuperabile           | 7e                       | 8e              | 9e                | 8e              | 15e                |
| 11    | Dargen D'Amico             | Dove si balla          | 3e                       | 3e              | 6e                | 3e              | 4e                 |
| 12    | Giusy Ferreri              | Miele                  | 11e                      | 10e             | 7e                | 10e             | 19e                |

### Deuxième soirée
Lors de la deuxième soirée, les treize chansons restantes interprétées. Un vote a également lieu, selon le même système de vote que la soirée précédente, permettant d'établir un classement général des 25 chansons en compétition.
| Ordre | Artiste                   | Chanson                     | Vote 2e soirée           | Vote 2e soirée  | Vote 2e soirée    | Vote 2e soirée | Classement général |
| Ordre | Artiste                   | Chanson                     | Jury presse et TV (33 %) | Jury web (33 %) | Jury radio (34 %) | Moyenne        | Classement général |
| ----- | ------------------------- | --------------------------- | ------------------------ | --------------- | ----------------- | -------------- | ------------------ |
| 1     | Sangiovanni               | Farfalle                    | 7e                       | 5e              | 4e                | 7e             | 13e                |
| 2     | Giovanni Truppi           | Tuo padre, mia madre, Lucia | 4e                       | 7e              | 11e               | 6e             | 11e                |
| 3     | Le Vibrazioni             | Tantissimo                  | 12e                      | 11e             | 9e                | 12e            | 22e                |
| 4     | Emma                      | Ogni volta è così           | 3e                       | 3e              | 2e                | 2e             | 6e                 |
| 5     | Matteo Romano             | Virale                      | 9e                       | 10e             | 6e                | 8e             | 17e                |
| 6     | Iva Zanicchi              | Voglio amarti               | 10e                      | 9e              | 12e               | 10e            | 20e                |
| 7     | Ditonellapiaga et Rettore | Chimica                     | 2e                       | 2e              | 6e                | 3e             | 7e                 |
| 8     | Elisa                     | O forse sei tu              | 1er                      | 1er             | 1er               | 1er            | 1er                |
| 9     | Fabrizio Moro             | Sei tu                      | 5e                       | 5e              | 5e                | 5e             | 10e                |
| 10    | Tananai                   | Sesso occasionale           | 13e                      | 13e             | 13e               | 13e            | 24e                |
| 11    | Irama                     | Ovunque sarai               | 6e                       | 4e              | 3e                | 4e             | 9e                 |
| 12    | AKA 7even                 | Perfetta così               | 11e                      | 12e             | 9e                | 11e            | 21e                |
| 13    | Highsnob et Hu            | Abbi cura di te             | 8e                       | 8e              | 8e                | 9e             | 18e                |

### Troisième soirée
Lors de la troisième soirée, les 25 artistes en compétition se produisent. Le vote de la soirée est constitué pour 50 % du vote d'un jury démoscopique de mille personnes, surnommé Demoscopica 1000 ; et du télévote italien pour 50 %. Un classement général est formé par l'agrégation des votes des trois soirées.
| Ordre | Artiste                    | Chanson                     | Vote 3e soirée          | Vote 3e soirée  | Vote 3e soirée  | Vote 3e soirée | Classement général |
| Ordre | Artiste                    | Chanson                     | Demoscopica 1000 (50 %) | Télévote (50 %) | Télévote (50 %) | Moyenne        | Classement général |
| Ordre | Artiste                    | Chanson                     | Demoscopica 1000 (50 %) | %               | Place           | Moyenne        | Classement général |
| ----- | -------------------------- | --------------------------- | ----------------------- | --------------- | --------------- | -------------- | ------------------ |
| 1     | Giusy Ferreri              | Miele                       | 20e                     | 0,78 %          | 22e             | 23e            | 21e                |
| 2     | Highsnob et Hu             | Abbi cura di te             | 21e                     | 1,03 %          | 19e             | 19e            | 20e                |
| 3     | Fabrizio Moro              | Sei tu                      | 8e                      | 4,34 %          | 6e              | 7e             | 8e                 |
| 4     | AKA 7even                  | Perfetta così               | 16e                     | 3,50 %          | 10e             | 10e            | 13e                |
| 5     | Massimo Ranieri            | Lettera di là dal mare      | 11e                     | 4,25 %          | 7e              | 8e             | 7e                 |
| 6     | Dargen D'Amico             | Dove si balla               | 9e                      | 3,06 %          | 11e             | 11e            | 10e                |
| 7     | Irama                      | Ovunque sarai               | 5e                      | 8,48 %          | 3e              | 4e             | 4e                 |
| 8     | Ditonellapiaga et Rettore  | Chimica                     | 14e                     | 2,07 %          | 15e             | 13e            | 12e                |
| 9     | Michele Bravi              | Inverno dei fiori           | 12e                     | 4,16 %          | 8e              | 9e             | 11e                |
| 10    | Rkomi                      | Insuperabile                | 22e                     | 2,38 %          | 13e             | 15e            | 16e                |
| 11    | Mahmood et Blanco          | Brividi                     | 2e                      | 24,90 %         | 1er             | 1er            | 1er                |
| 12    | Gianni Morandi             | Apri tutte le porte         | 3e                      | 9,60 %          | 2e              | 2e             | 3e                 |
| 13    | Tananai                    | Sesso occasionale           | 25e                     | 0,56 %          | 25e             | 25e            | 25e                |
| 14    | Elisa                      | O forse sei tu              | 1er                     | 8,49 %          | 4e              | 3e             | 2e                 |
| 15    | La Rappresentante di Lista | Ciao ciao                   | 7e                      | 2,64 %          | 12e             | 12e            | 9e                 |
| 16    | Iva Zanicchi               | Voglio amarti               | 18e                     | 1,52 %          | 17e             | 18e            | 18e                |
| 17    | Achille Lauro              | Domenica                    | 17e                     | 2,16 %          | 14e             | 14e            | 14e                |
| 18    | Matteo Romano              | Virale                      | 13e                     | 1,81 %          | 16e             | 16e            | 17e                |
| 19    | Ana Mena                   | Duecentomila ore            | 24e                     | 1,14 %          | 18e             | 21e            | 24e                |
| 20    | Sangiovanni                | Farfalle                    | 10e                     | 5,81 %          | 5e              | 5e             | 5e                 |
| 21    | Emma                       | Ogni volta è così           | 4e                      | 4,06 %          | 9e              | 6e             | 6e                 |
| 22    | Yuman                      | Ora e qui                   | 19e                     | 0,75 %          | 23e             | 22e            | 23e                |
| 23    | Le Vibrazioni              | Tantissimo                  | 15e                     | 0,57 %          | 24e             | 20e            | 22e                |
| 24    | Giovanni Truppi            | Tuo padre, mia madre, Lucia | 23e                     | 0,96 %          | 21e             | 24e            | 19e                |
| 25    | Noemi                      | Ti amo non lo so dire       | 6e                      | 0,98 %          | 20e             | 17e            | 15e                |

### Quatrième soirée
Lors de la quatrième soirée, les vingt-cinq artistes interprètent une cover d'une chanson originellement publiée dans les années 1960, 1970, 1980 ou 1990. Chaque artiste peut s'accompagner d'un invité. Le vote est constitué pour 33 % du vote du Demoscopica 1000, pour 33 % du vote de la salle de presse et pour 34 % du télévote italien. Un classement général est formé par l'agrégation du vote des quatre soirées.
| Ordre | Artiste                    | Invité                                       | Chanson (artiste original - année)                               | Vote 4e soirée          | Vote 4e soirée         | Vote 4e soirée  | Vote 4e soirée  | Vote 4e soirée | Classement général |
| Ordre | Artiste                    | Invité                                       | Chanson (artiste original - année)                               | Demoscopica 1000 (33 %) | Salle de presse (33 %) | Télévote (34 %) | Télévote (34 %) | Moyenne        | Classement général |
| Ordre | Artiste                    | Invité                                       | Chanson (artiste original - année)                               | Demoscopica 1000 (33 %) | Salle de presse (33 %) | %               | Place           | Moyenne        | Classement général |
| ----- | -------------------------- | -------------------------------------------- | ---------------------------------------------------------------- | ----------------------- | ---------------------- | --------------- | --------------- | -------------- | ------------------ |
| 1     | Noemi                      | -                                            | (You Make Me Feel Like) A Natural Woman (Aretha Franklin - 1967) | 6e                      | 7e                     | 2,01 %          | 15e             | 11e            | 15e                |
| 2     | Giovanni Truppi            | Vinicio Capossela et Mauro Pagani            | Nella mia ora di libertà (Fabrizio De André - 1973)              | 23e                     | 11e                    | 2,66 %          | 11e             | 15e            | 18e                |
| 3     | Yuman                      | Rita Marcotulli                              | My Way (Frank Sinatra - 1969)                                    | 20e                     | 21e                    | 1,43 %          | 18e             | 20e            | 21e                |
| 4     | Le Vibrazioni              | Sophie and the Giants et Giuseppe Vessicchio | Live and Let Die (Paul McCartney - 1973)                         | 15e                     | 14e                    | 0,89 %          | 22e             | 18e            | 20e                |
| 5     | Sangiovanni                | Fiorella Mannoia                             | A muso duro (Pierangelo Bertoli - 1979)                          | 11e                     | 13e                    | 8,75 %          | 4e              | 4e             | 5e                 |
| 6     | Emma                       | Francesca Michielin                          | ...Baby One More Time (Britney Spears - 1998)                    | 5e                      | 7e                     | 6,37 %          | 5e              | 5e             | 6e                 |
| 7     | Gianni Morandi             | Jovanotti                                    | Medley                                                           | 2e                      | 2e                     | 19,18 %         | 1er             | 1er            | 2e                 |
| 8     | Elisa                      | Elena D'Amario                               | What a Feelin' (Irene Cara - 1983)                               | 1er                     | 1er                    | 10,32 %         | 3e              | 3e             | 3e                 |
| 9     | Achille Lauro              | Loredana Bertè                               | Sei bellissima (Loredana Bertè - 1975)                           | 8e                      | 5e                     | 4,68 %          | 7e              | 6e             | 11e                |
| 10    | Matteo Romano              | Malika Ayane                                 | Your Song (Elton John - 1970)                                    | 4e                      | 7e                     | 4,22 %          | 8e              | 7e             | 12e                |
| 11    | Irama                      | Gianluca Grignani                            | La mia storia tra le dita (Gianluca Grignani - 1994)             | 12e                     | 18e                    | 5,28 %          | 6e              | 8e             | 4e                 |
| 12    | Ditonellapiaga et Rettore  | -                                            | Nessuno mi può giudicare (Caterina Caselli - 1966)               | 16e                     | 19e                    | 1,07 %          | 21e             | 19e            | 16e                |
| 13    | Iva Zanicchi               | -                                            | Canzone (Milva - 1968)                                           | 14e                     | 12e                    | 1,93 %          | 16e             | 16e            | 17e                |
| 14    | Ana Mena                   | Rocco Hunt                                   | Medley                                                           | 19e                     | 24e                    | 1,70 %          | 17e             | 21e            | 24e                |
| 15    | La Rappresentante di Lista | Cosmo, Margherita Vicario et Ginevra         | Be My Baby (The Ronettes - 1963)                                 | 10e                     | 3e                     | 2,49 %          | 12e             | 9e             | 7e                 |
| 16    | Massimo Ranieri            | Nek                                          | Anna verrà (Pino Daniele - 1989)                                 | 13e                     | 6e                     | 2,30 %          | 13e             | 12e            | 8e                 |
| 17    | Michele Bravi              | -                                            | Io vorrei... non vorrei... ma se vuoi (Lucio Battisti - 1972)    | 21e                     | 17e                    | 2,81 %          | 9e              | 14e            | 10e                |
| 18    | Mahmood et Blanco          | -                                            | Il cielo in una stanza (Gino Paoli - 1960)                       | 3e                      | 4e                     | 13,33 %         | 2e              | 2e             | 1er                |
| 19    | Rkomi                      | Calibro 35                                   | Medley Vasco '80                                                 | 25e                     | 23e                    | 1,18 %          | 20e             | 24e            | 19e                |
| 20    | AKA 7even                  | Arisa                                        | Cambiare (Alex Baroni - 1997)                                    | 7e                      | 10e                    | 2,67 %          | 10e             | 10e            | 14e                |
| 21    | Highsnob et Hu             | Mr. Rain                                     | Mi sono innamorato di te (Luigi Tenco - 1962)                    | 22e                     | 20e                    | 0,55 %          | 23e             | 22e            | 22e                |
| 22    | Dargen D'Amico             | -                                            | La bambola (Patty Pravo - 1968)                                  | 18e                     | 14e                    | 1,26 %          | 19e             | 17e            | 13e                |
| 23    | Giusy Ferreri              | Andy des Bluvertigo                          | Io vivrò (senza te) (Lucio Battisti - 1968)                      | 17e                     | 22e                    | 0,37 %          | 24e             | 23e            | 23e                |
| 24    | Fabrizio Moro              | -                                            | Uomini soli (Pooh - 1990)                                        | 9e                      | 16e                    | 2,22 %          | 14e             | 13e            | 9e                 |
| 25    | Tananai                    | Rosa Chemical                                | A far l'amore comincia tu (Raffaella Carrà - 1976)               | 24e                     | 25e                    | 0,35 %          | 25e             | 25e            | 25e                |

### Cinquième soirée
Cette soirée constitue la finale du Festival. Elle se divise en deux. D'abord, les vingt-cinq artistes interprètent leur chanson puis un premier vote, constitué uniquement du télévote italien, a lieu. Le classement est ensuite agrégé à celui des soirées précédentes pour donner un dernier classement. Les trois meilleurs classés sont ensuite soumis au vote une seconde fois. Pur cette seconde phase, tous les votes précédents sont ignorés et seul le vote de la seconde phase est pris en compte. Il est constitué pour 33 % du vote du Demoscopica 1000, 33 % du vote de la salle de presse et 34 % du télévote italien. L'artiste le mieux placé au terme de la procédure est déclaré vainqueur.
- Chanson qualifiée pour le second tour
- Vainqueur

| Ordre | Artiste                    | Chanson                     | Vote 5e soirée (télévote) | Vote 5e soirée (télévote) | Classement général |
| Ordre | Artiste                    | Chanson                     | %                         | Place                     | Classement général |
| ----- | -------------------------- | --------------------------- | ------------------------- | ------------------------- | ------------------ |
| 1     | Matteo Romano              | Virale                      | 3,43 %                    | 10e                       | 11e                |
| 2     | Giusy Ferreri              | Miele                       | 0,43 %                    | 24e                       | 23e                |
| 3     | Rkomi                      | Insuperabile                | 1,62 %                    | 15e                       | 17e                |
| 4     | Iva Zanicchi               | Voglio amarti               | 1,18 %                    | 18e                       | 18e                |
| 5     | AKA 7even                  | Perfetta così               | 2,15 %                    | 13e                       | 13e                |
| 6     | Massimo Ranieri            | Lettera di là dal mare      | 3,45 %                    | 9e                        | 8e                 |
| 7     | Noemi                      | Ti amo non lo so dire       | 1,25 %                    | 16e                       | 15e                |
| 8     | Fabrizio Moro              | Sei tu                      | 2,55 %                    | 12e                       | 12e                |
| 9     | Dargen D'Amico             | Dove si balla               | 3,72 %                    | 7e                        | 9e                 |
| 10    | Elisa                      | O forse sei tu              | 10,69 %                   | 4e                        | 3e                 |
| 11    | Irama                      | Ovunque sarai               | 12,04 %                   | 3e                        | 4e                 |
| 12    | Michele Bravi              | Inverno dei fiori           | 3,11 %                    | 11e                       | 10e                |
| 13    | La Rappresentante di Lista | Ciao ciao                   | 3,99 %                    | 6e                        | 7e                 |
| 14    | Emma                       | Ogni volta è così           | 3,70 %                    | 8e                        | 6e                 |
| 15    | Mahmood et Blanco          | Brividi                     | 21,18 %                   | 1er                       | 1er                |
| 16    | Highsnob et Hu             | Abbi cura di te             | 0,77 %                    | 21e                       | 20e                |
| 17    | Sangiovanni                | Farfalle                    | 5,88 %                    | 5e                        | 5e                 |
| 18    | Gianni Morandi             | Apri tutte le porte         | 12,65 %                   | 2e                        | 2e                 |
| 19    | Ditonellapiaga et Rettore  | Chimica                     | 1,19 %                    | 17e                       | 16e                |
| 20    | Yuman                      | Ora e qui                   | 0,66 %                    | 22e                       | 21e                |
| 21    | Achille Lauro              | Domenica                    | 1,73 %                    | 14e                       | 14e                |
| 22    | Ana Mena                   | Duecentomila ore            | 0,89 %                    | 19e                       | 24e                |
| 23    | Tananai                    | Sesso occasionale           | 0,48 %                    | 23e                       | 25e                |
| 24    | Giovanni Truppi            | Tuo padre, mia madre, Lucia | 0,83 %                    | 20e                       | 19e                |
| 25    | Le Vibrazioni              | Tantissimo                  | 0,41 %                    | 25e                       | 22e                |

| Ordre | Artiste           | Chanson             | Demoscopica 1000 (33 %) | Salle de presse (33 %) | Télévote (34 %) | Télévote (34 %) | Moyenne | Place |
| Ordre | Artiste           | Chanson             | Demoscopica 1000 (33 %) | Salle de presse (33 %) | %               | Place           | Moyenne | Place |
| ----- | ----------------- | ------------------- | ----------------------- | ---------------------- | --------------- | --------------- | ------- | ----- |
| 1     | Elisa             | O forse sei tu      | 2e                      | 2e                     | 21,95 %         | 3e              | 26,33 % | 2e    |
| 2     | Gianni Morandi    | Apri tutte le porte | 3e                      | 3e                     | 23,79 %         | 2e              | 21,90 % | 3e    |
| 3     | Mahmood et Blanco | Brividi             | 1er                     | 1er                    | 54,26 %         | 1er             | 51,77 % | 1er   |

La soirée se termine par la victoire de Mahmood et Blanco avec leur chanson Brividi.

## Audiences
| Soirée | Date             | 1re partie      | 1re partie | 2de partie      | 2de partie | Moyenne         | Moyenne | Références |
| Soirée | Date             | Télespectateurs | PDM        | Télespectateurs | PDM        | Télespectateurs | PDM     | Références |
| ------ | ---------------- | --------------- | ---------- | --------------- | ---------- | --------------- | ------- | ---------- |
| I      | 1er février 2022 | 13 805 000      | 54,51 %    | 6 412 000       | 55,42 %    | 10 911 000      | 54,7 %  | [ 7 ]      |
| II     | 2 février 2022   | 13 572 000      | 55,27 %    | 7 307 000       | 57,41 %    | 11 320 000      | 55,8 %  | [ 8 ]      |
| III    | 3 février 2022   | 12 849 000      | 53,20 %    | 5 475 000       | 56,67 %    | 9 360 000       | 54,1 %  | [ 9 ]      |
| IV     | 4 février 2022   | 14 731 000      | 59,18 %    | 7 517 000       | 63,54 %    | 11 378 000      | 60,5 %  | [ 10 ]     |
| Finale | 5 février 2022   | 15 660 000      | 62,05 %    | 10 153 000      | 72,09 %    | 13 380 000      | 64,9 %  | [ 11 ]     |

## À l'Eurovision
Lors de la conférence de presse suivant leur victoire, Mahmood et Blanco annoncent qu'ils représenteront l'Italie au Concours Eurovision de la chanson 2022, qui se déroule à Turin, avec leur chanson Brividi. L'Italie faisant partie du Big Five et étant également hôte de la compétition, le duo est automatiquement qualifié pour la finale du 14 mai 2022. Il y termine en 6e place avec 268 points.